# Verghereto
Verghereto – miejscowość i gmina we Włoszech, w regionie Emilia-Romania, w prowincji Forlì-Cesena.
Według danych na rok 2004 gminę zamieszkiwało 2026 osób, 17,3 os./km².

## Miasta partnerskie
- Melissano
- Saint-Germain-Source-Seine